# أ. مايلز برات
أ. مايلز برات هو سياسي أمريكي، ولد في 4 يناير 1885، وتوفي في 11 يونيو 1969 في نيو أورلينز في الولايات المتحدة. انتخب عمدة نيو أورلينز ‏.